# Rukkirahu
Rukkirahu är en ö i Moonsund utanför Estlands västkust. Den ligger i Ridala kommun i Läänemaa, 100 km sydväst om huvudstaden Tallinn. Den ligger söder om Ormsö och Hästholm samt 4 km väster om byn Rus varifrån färjorna till Dagö och Ormsö utgår. Ön är mycket låglänt, högsta punkten ligger bara drygt en meter ovan havsnivån. Den är obebodd men bebyggd med en fyr. Arean är 0,091 kvadratkilometer.
Inlandsklimat råder i trakten. Årsmedeltemperaturen i trakten är 5 °C. Den varmaste månaden är augusti, då medeltemperaturen är 17 °C, och den kallaste är januari, med −8 °C.